# Mistrzostwa Świata U-19 w Rugby Union Mężczyzn 1993
Mistrzostwa Świata U-19 w Rugby Union Mężczyzn 1993 – dwudzieste piąte mistrzostwa świata U-19 w rugby union mężczyzn zorganizowane przez IRB i FIRA, które odbyły się w Lille w dniach od 4 do 11 kwietnia 1993 roku.
Argentyńczycy, w składzie z Santiago Phelanem i Patricio Fusellim, pokonali Rumunów 50–7 i Włochów 37–6 w drodze do rozegranego na Stadium Nord Lille Métropole finału, w którym zwyciężyli 31–29 z Francuzami, wśród których byli m.in. Thomas Castaignède i Serge Betsen. W meczu o trzecie miejsce Polacy przegrali natomiast z Włochami 15–55.

## Klasyfikacja końcowa

### Grupa A
| Miejsce | Reprezentacja        |
| ------- | -------------------- |
| 1       | Argentyna U-19       |
| 2       | Francja U-19         |
| 3       | Włochy U-19          |
| 4       | Polska U-19          |
| 5       | Rumunia U-19         |
| 6       | Hiszpania U-19       |
| 7       | Urugwaj U-19         |
| 8       | Czechy U-19          |
| 9       | Belgia U-19          |
| 10      | Paragwaj U-19        |
| 11      | Maroko U-19          |
| 12      | Chińskie Tajpej U-19 |
| 13      | Portugalia U-19      |
| 14      | Niemcy U-19          |
| 15      | Dania U-19           |
| 16      | Szwecja U-19         |

### Grupa B
| Miejsce | Reprezentacja                 |
| ------- | ----------------------------- |
| 1       | Holandia U-19                 |
| 2       | Wybrzeże Kości Słoniowej U-19 |
| 3       | Gruzja U-19                   |
| 4       | Chorwacja U-19                |
| 5       | Szwajcaria U-19               |
| 6       | Flandria                      |